# Atelomycterus fasciatus
Atelomycterus fasciatus е вид пилозъба акула от семейство Scyliorhinidae. Видът не е застрашен от изчезване.

## Разпространение и местообитание
Разпространен е в Австралия (Западна Австралия, Куинсланд и Северна територия).
Среща се на дълбочина от 25 до 122 m, при температура на водата от 22,1 до 26,9 °C и соленост 34,5 – 35,1 ‰.

## Описание
На дължина достигат до 45 cm.